# Archaeogomphus vanbrinkae
Archaeogomphus vanbrinkae là loài chuồn chuồn trong họ Gomphidae. Loài này được Machado miêu tả khoa học đầu tiên năm 1994.